# Ziemia na krawędzi
Ziemia na krawędzi (ang. Earth in the Balance) to tytuł wydanej w roku 1992 książki autorstwa ówczesnego senatora z Tennessee Ala Gore’a. To niebeletrystyczne dzieło ukazało się zanim jeszcze Gore został wybrany w wyborach prezydenckich tegoż roku wiceprezydentem USA.
Gore, który zasłynął podczas swej kariery w Kongresie działaniem na rzecz ochrony środowiska naturalnego, w swojej książce wzywa do zainicjowania Globalnego Planu Marshalla, tym razem w tej dziedzinie, co wymagałoby porozumienia rządów na świecie i z pewnością napotkało opozycję pewnych kręgów biznesowych.
Książka stała się pierwszym napisanym przez urzędującego senatora dziełem, które zajęło miejsce na liście bestsellerów New York Timesa od czasów wydania Profili odwagi Johna F. Kennedy’ego.